# Heinlax
Heinlax, by i Pyttis kommun, finska Heinlahti.
Jordebokshemmanen i byn är tretton, nämligen:
- Jordas Nr 1
- Lanki (tidigare även Langi) Nr 2
- Hovi (även Björklöf, sedermera även Teikari) Nr 3
- Tjeders Nr 4
- Spens Nr 5
- Myyry (tidigare även Myhro) Nr 6
- Vähähartikka Nr 7
- Isohartikka Nr 8
- Ivars Nr 9
- Kantola Nr 10
- Peltola Nr 11
- (namnlöst) Nr 12 (under Myyry Nr 6)
- (namnlöst) Nr 13